# 夜空の花
『夜空の花』（よぞらのはな）は、新井誠志が作曲した楽曲。

## 概要
『日経スペシャル ガイアの夜明け』のエンディングテーマとして2003年4月から2019年12月まで使われていた。2005年5月11日に発売されたサウンドトラックに初めてフルバージョンが収録され、それが好評だったため2008年1月23日に再リリースされた。
プロボクサー河野公平の入場曲としても使用されている。